# Stipa nana
Stipa nana är en gräsart som beskrevs av Carlos Luis Spegazzini. Stipa nana ingår i släktet fjädergrässläktet, och familjen gräs. Inga underarter finns listade i Catalogue of Life.